# Liebesschloss

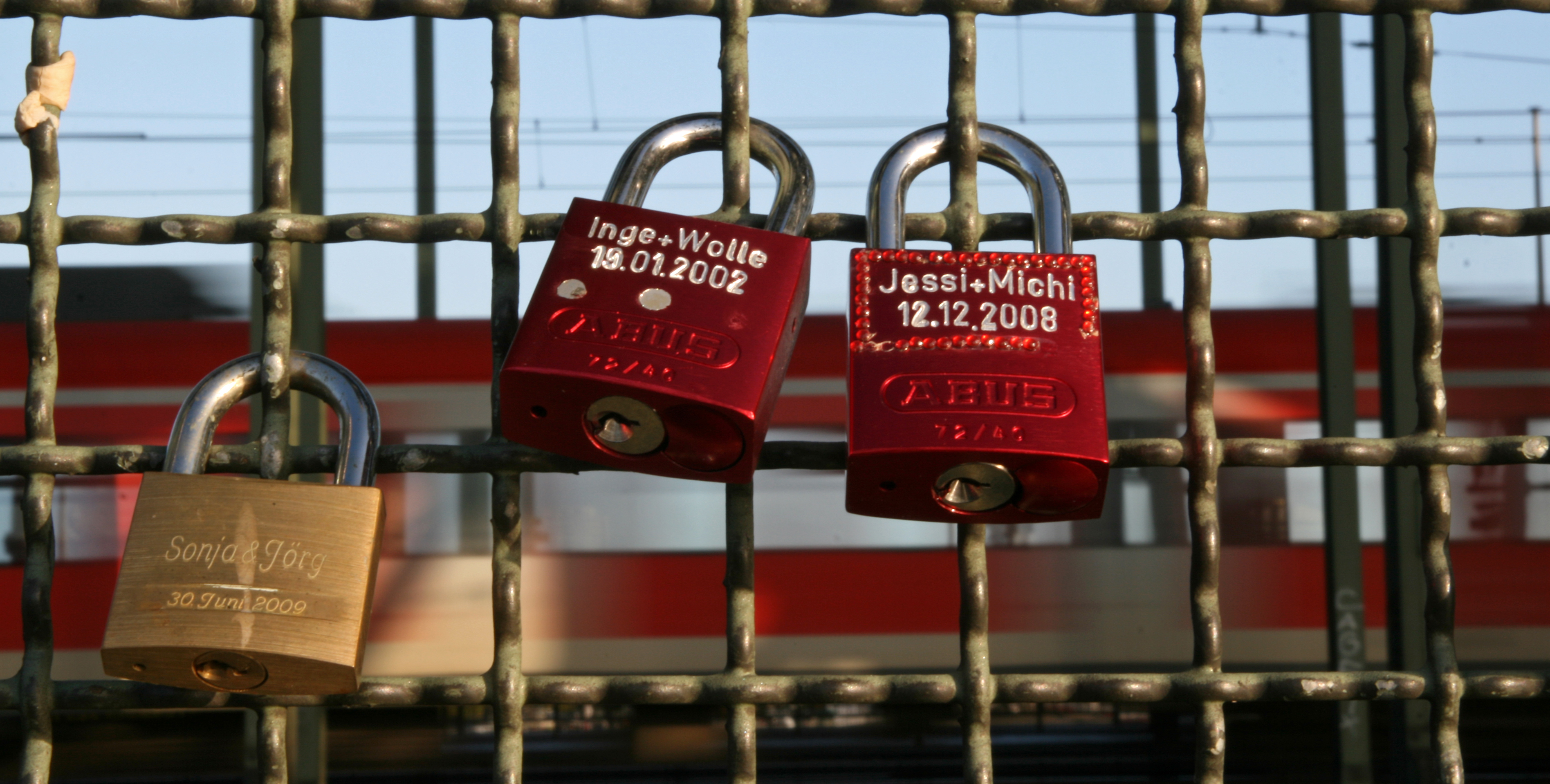
Liebesschlösser mit Gravur auf der Hohenzollernbrücke, Köln

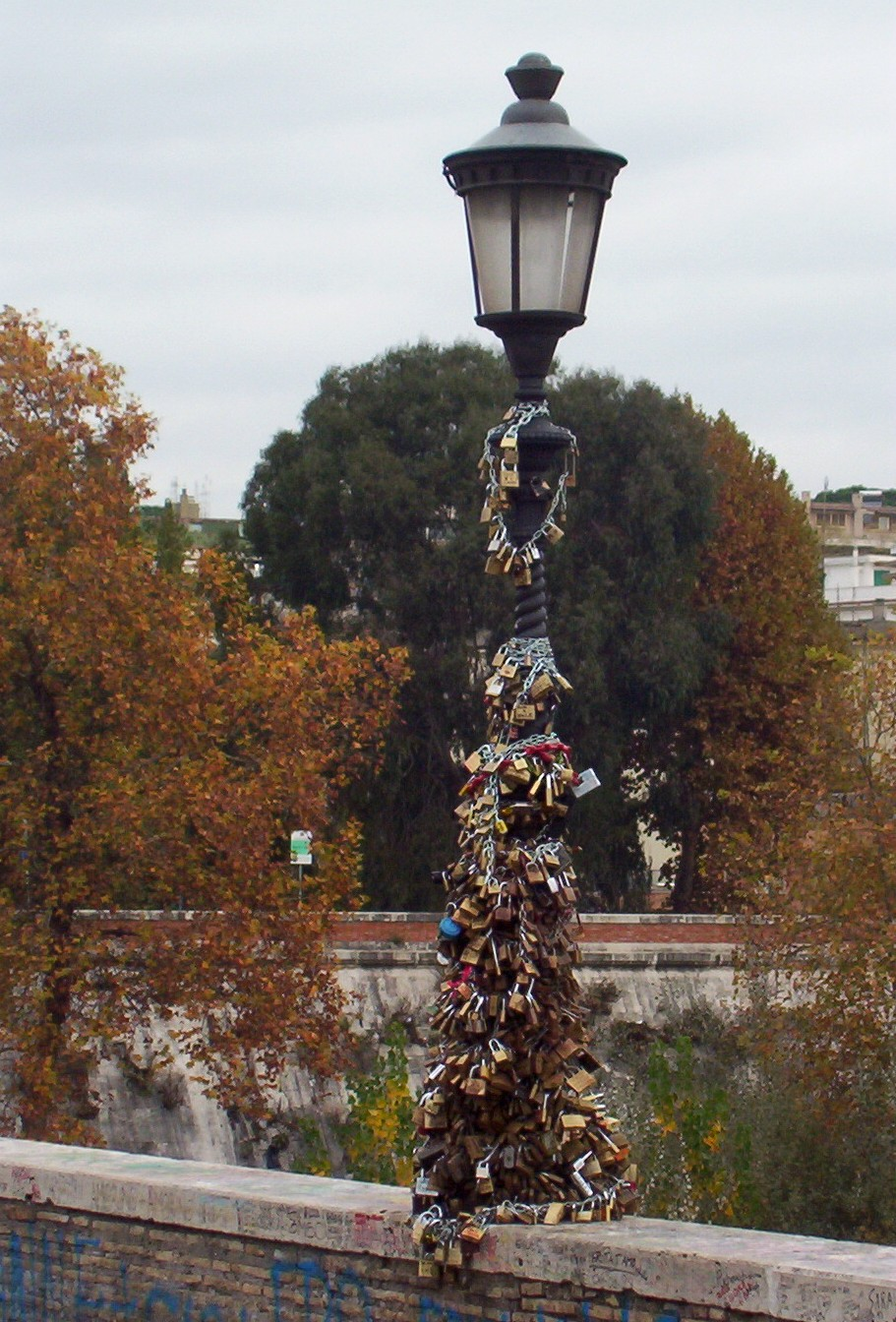
Liebesschlösser auf der Milvischen Brücke

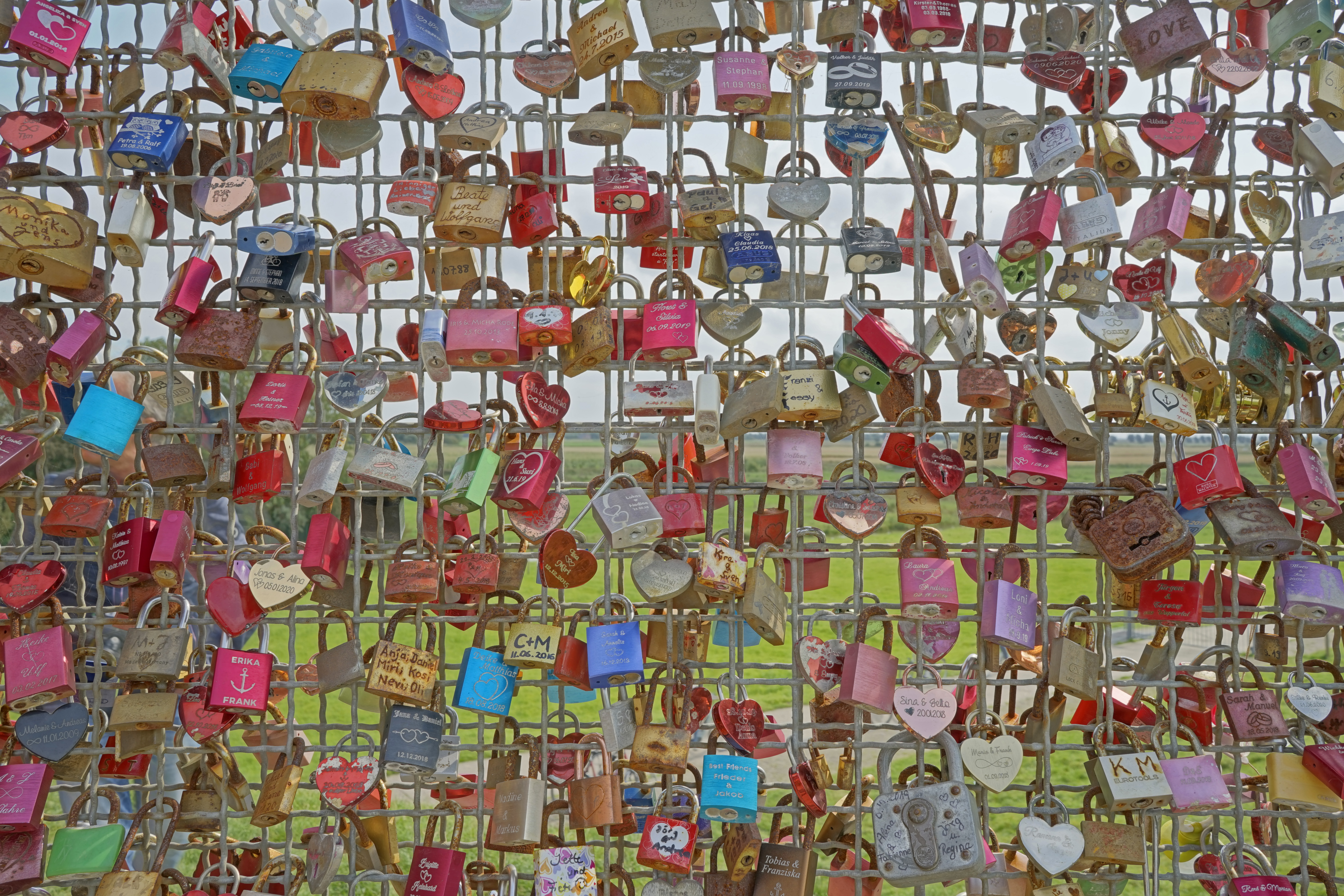
Viele Schlösser im „Schlosspark“ am Pilsumer Leuchtturm

Ein Liebesschloss ist ein Vorhängeschloss, das nach einem Brauch von Verliebten an Brücken, Gittern oder ähnlichen, feststehenden Objekten angebracht wird, um symbolisch ihre ewige Liebe zu besiegeln.
Da größere Ansammlungen dieser Schlösser, insbesondere an Brücken, große wirtschaftliche Schäden verursachen, ist die Anbringung von Vorhängeschlössern mittlerweile an vielen Orten verboten und wird mit Geldbußen geahndet. 

## Herkunft des Brauchs
Die genaue Herkunft des Brauchs ist unklar. Ausgangspunkt in Europa ist sehr wahrscheinlich Italien (italienisch lucchetti dell’amore). Es wird vermutet, dass das Anbringen von Vorhängschlössern an öffentlichen Orten zuerst von Absolventen der Sanitätsakademie San Giorgio in Florenz praktiziert wurde. Nach ihrem Abschluss befestigten sie die Vorhängeschlösser ihrer Spinde an einem Gitter der Ponte Vecchio. Dies wurde vermutlich von Liebespaaren übernommen, die dafür die Laternen der Milvische Brücke in Rom nutzten. Durch den Bestseller-Roman Drei Meter über dem Himmel (2005; Original: Tre metri sopra il cielo, 1992) und die Fortsetzung Ich steh auf dich (2007; ital. Ho voglia di te, 2006) von Federico Moccia sowie deren Verfilmung wurde dieses Verhalten noch bekannter. In dieser Geschichte schwören sich die beiden Protagonisten „ewige Liebe“, befestigen das Schloss an der zentralen Brückenlaterne und werfen den Schlüssel in den Tiber.
Die Schlösser enthalten oft eine Beschriftung oder Gravur der Vornamen oder Initialen der Partner, teilweise mit Datum. Nach dem Befestigen des Schlosses wird üblicherweise der Schlüssel in das überbrückte fließende Gewässer geworfen. An der Milvischen Brücke erfolgt dies mit dem Ausspruch per sempre („für immer“).

## Weiterverbreitung
Seither in vielen Ländern üblich geworden, soll die Tradition in Vrnjačka Banja (Serbien) auf der Liebesbrücke bereits seit dem Ersten Weltkrieg bestehen.

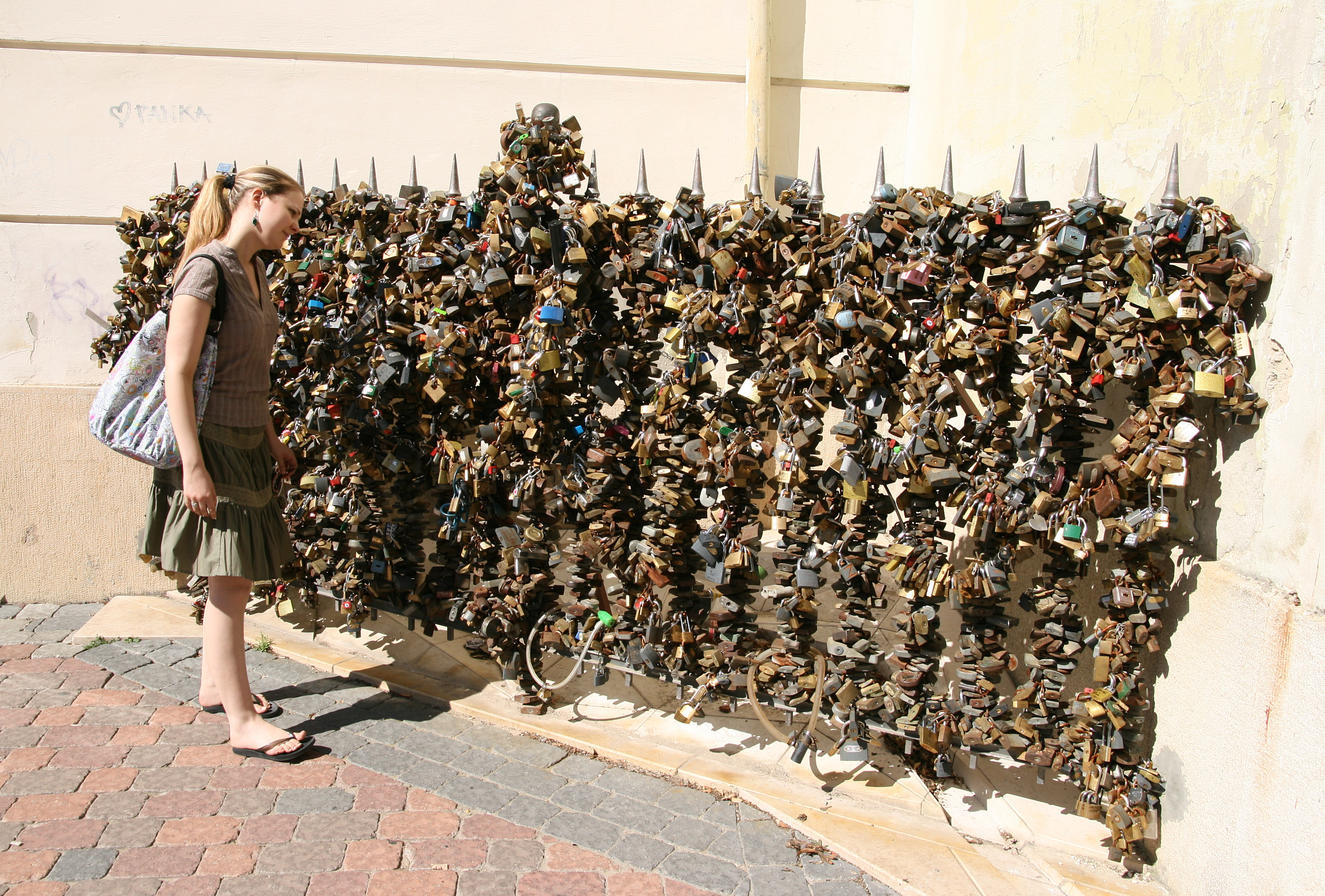
Zaun in Pécs

Im ungarischen Pécs war dies seit den frühen 1980er Jahren an einem schmiedeeisernen Zaun in der Stadt üblich. Da dieser inzwischen keinen Platz mehr hat, wurden von der Stadtverwaltung zu diesem Zweck von Künstlern gestaltete neue Metallgestänge aufgestellt.
In Deutschland sind im Spätsommer 2008 die ersten Liebesschlösser an der Kölner Hohenzollernbrücke angeschlossen worden, dieser Ort wurde hierfür zunächst zu einem der bekanntesten. Die in diesem Zusammenhang gelegentlich auftauchende Frage nach Gewicht und Anzahl der Schlösser wird unterschiedlich beantwortet, Schätzungen bewegen sich von zwei (April 2011) über 15 (September 2011) bis 27 Tonnen (August 2016) für beispielsweise 40.000 Schlösser. Die Hersteller sprechen von „Riesenzuwächsen“, nennen aber keine konkreten Zahlen. An Brücken anderer deutscher Großstädte oder am Weser-Skywalk wurde dieser Brauch von Verliebten und Vermählten ebenfalls eingeführt und verbreitet sich seitdem unaufhaltsam.
Brücken sind wegen der verbindenden Funktion bevorzugte Objekte und wurden deshalb anfangs sehr oft gewählt. Mittlerweile finden sich Schlösser auch an Sitzbänken in Gewässernähe, wie in Erfurt nahe der (bebauten) Krämerbrücke, dem Pilsumer Leuchtturm oder an ähnlichen romantischen Orten (siehe dazu Bild Moskau der folgenden Galerie Brücken mit Liebesschlössern). In Heidelberg wurde im Juli 2013 ein Liebesstein mit Ösen für Schlösser aufgestellt, um die denkmalgeschützte Alte Brücke in jeder Hinsicht zu „entlasten“.

Einige Brücken mit Liebesschlössern
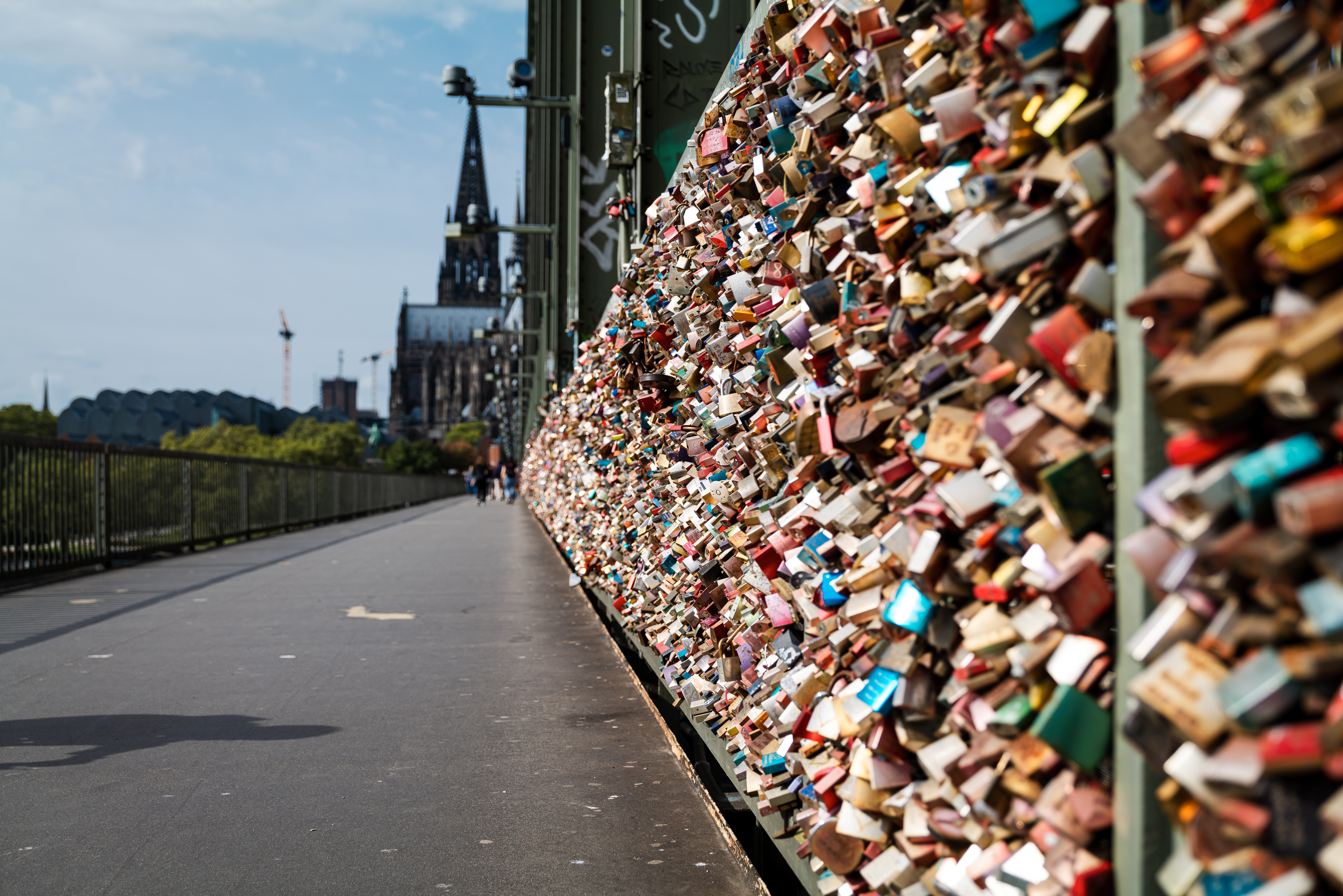
Köln, Hohenzollernbrücke
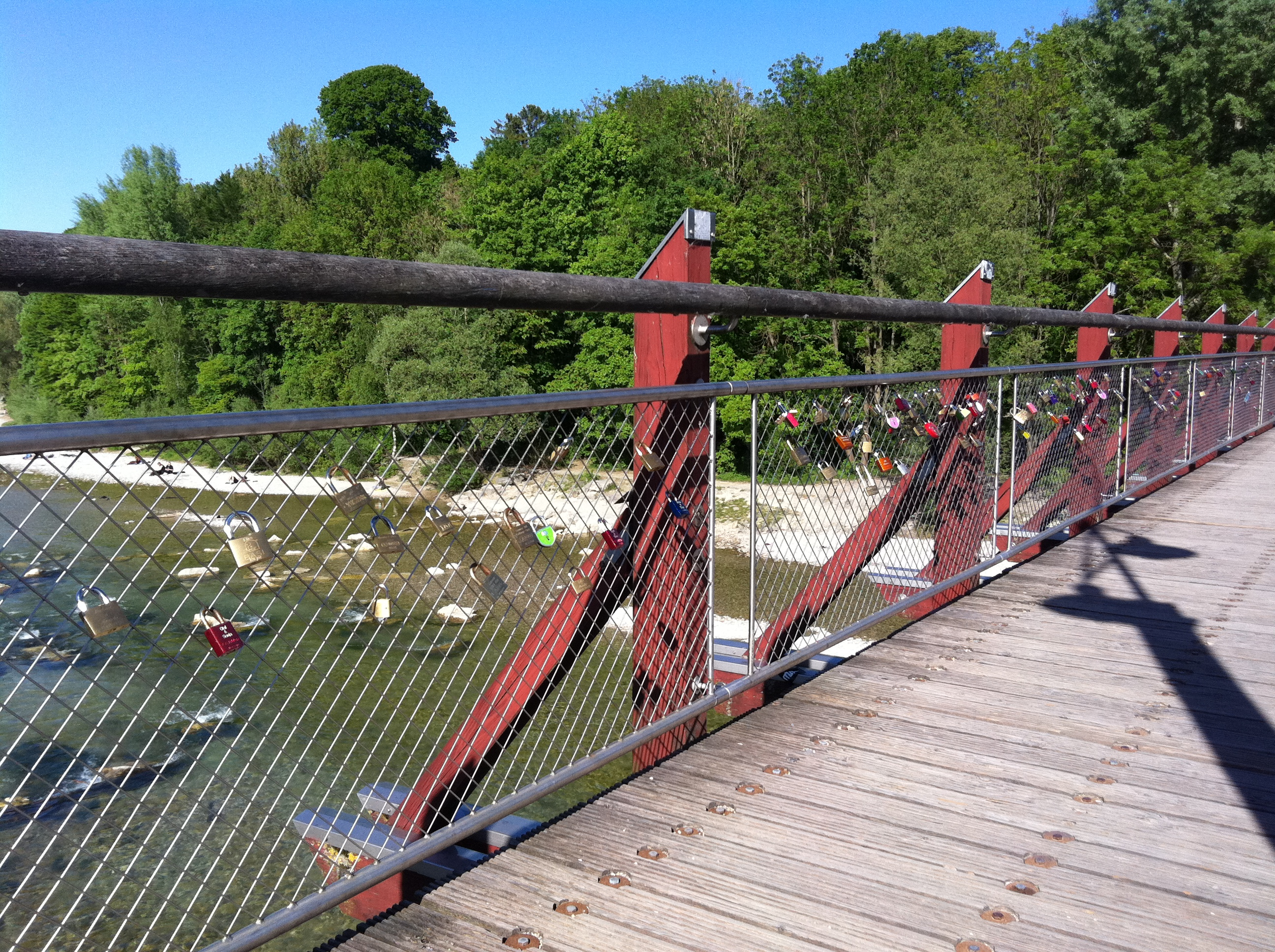
München, Thalkirchner Brücke
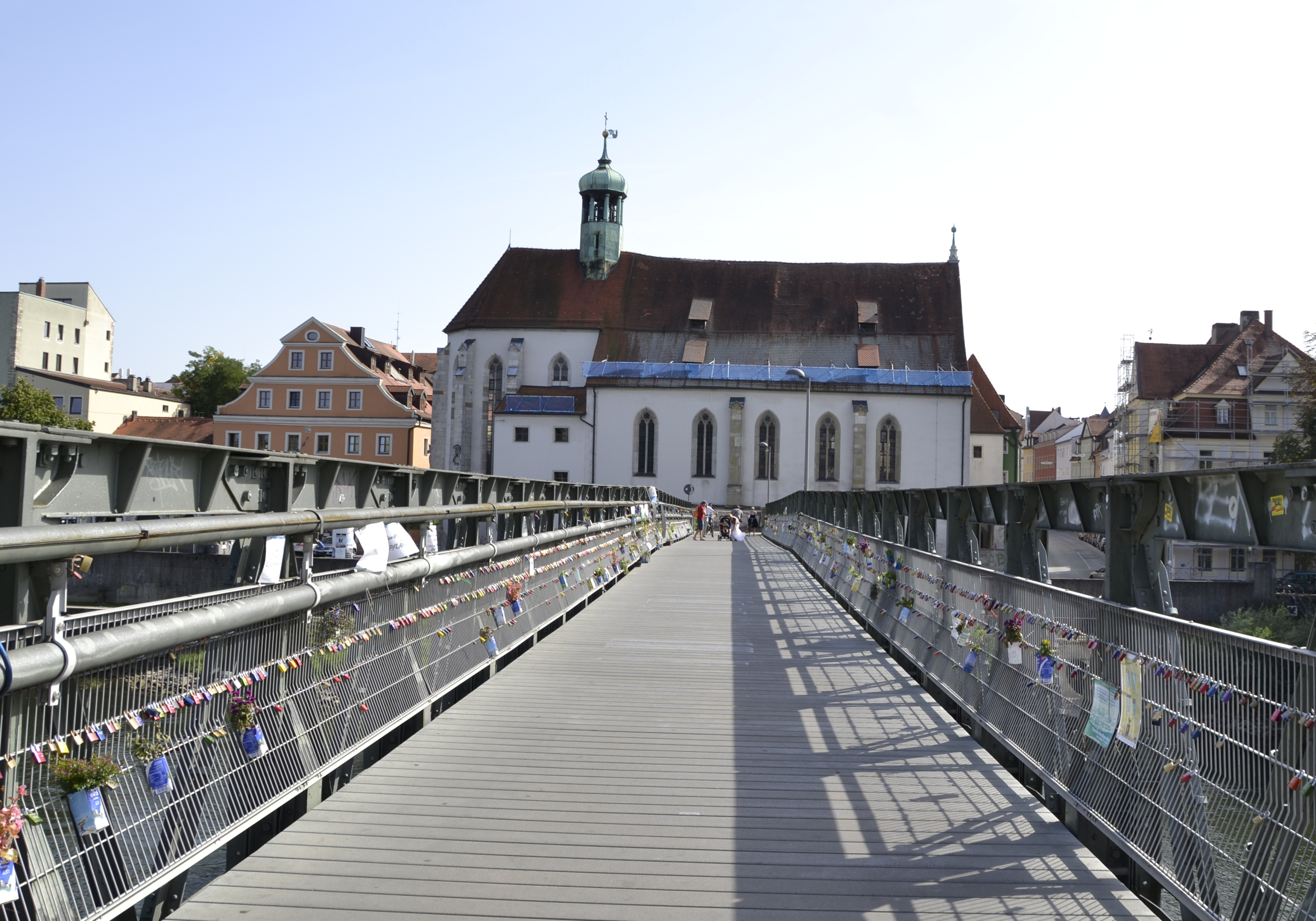
Regensburg, Eiserner Steg
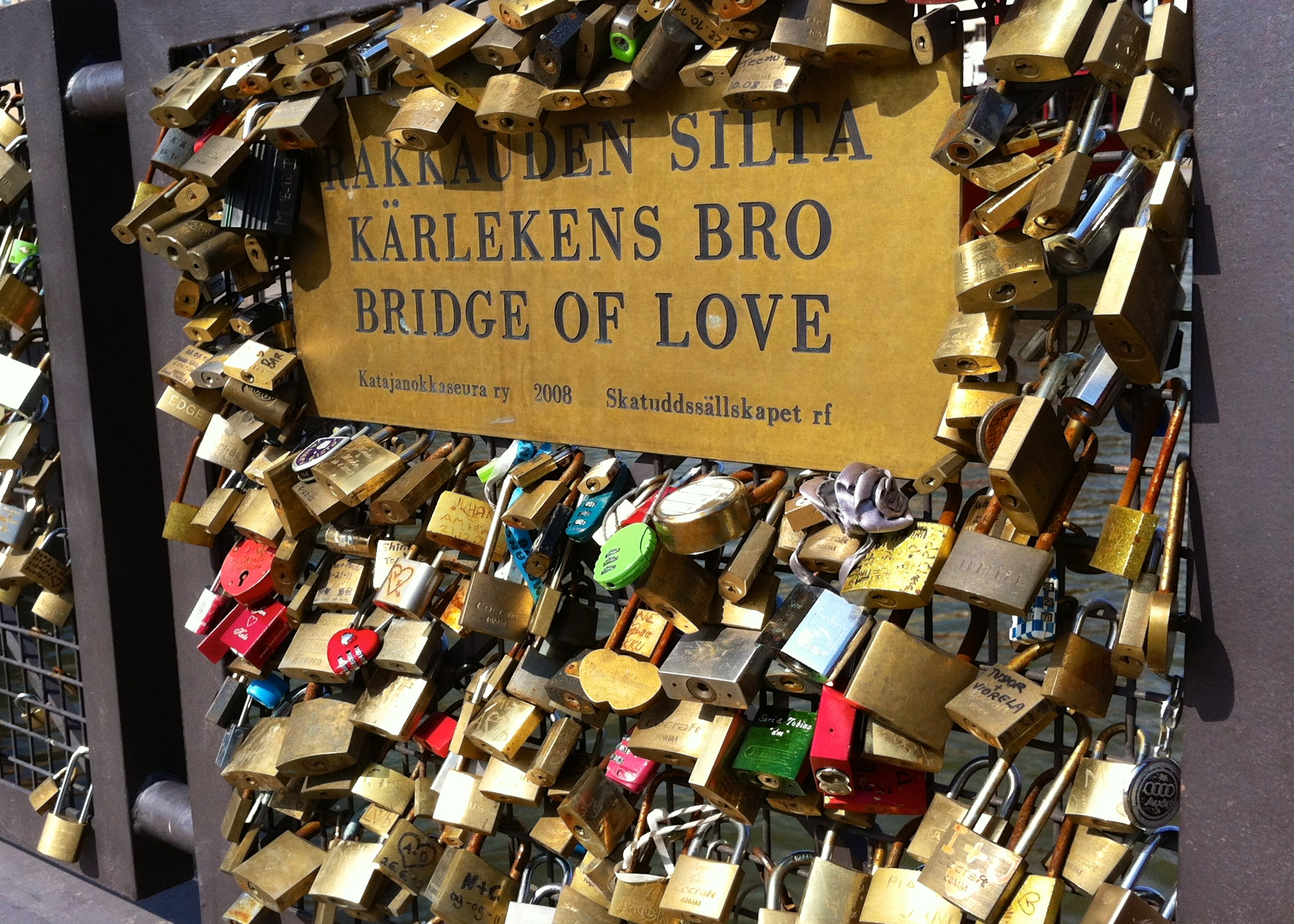
Helsinki, Liebesbrücke
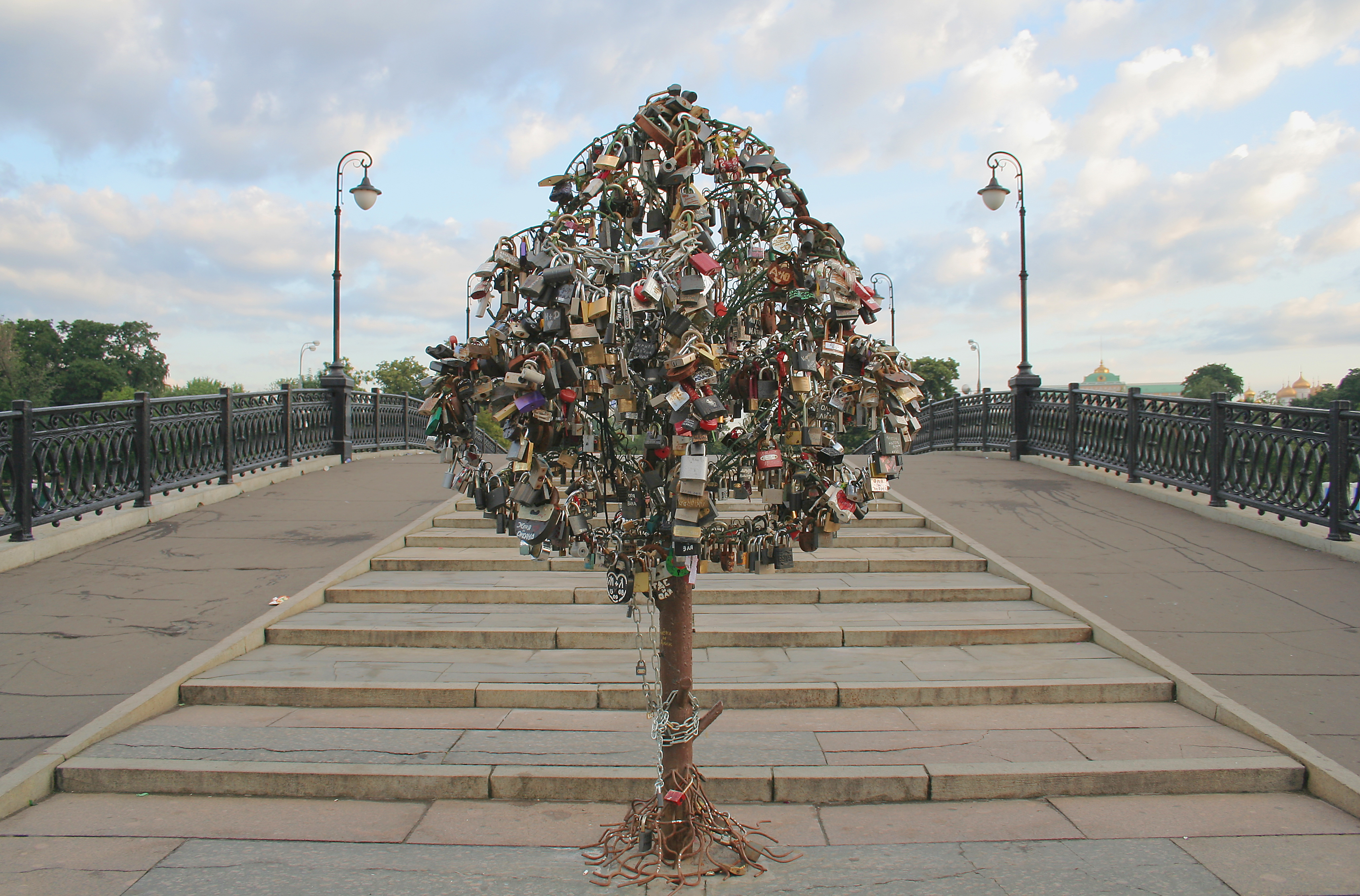
Moskau, Wodootvodnij Kanal
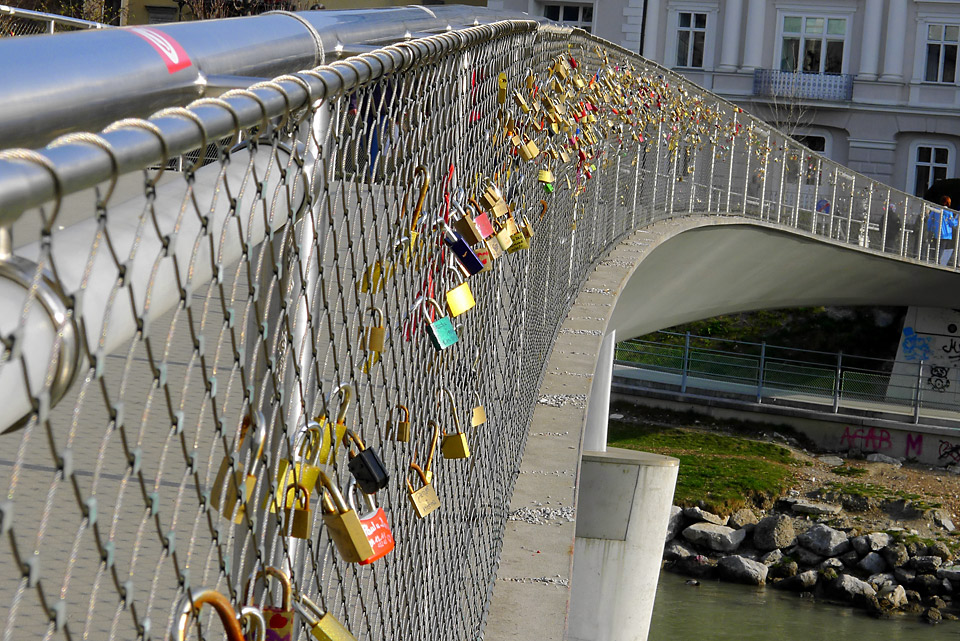
Salzburg, am Makartsteg
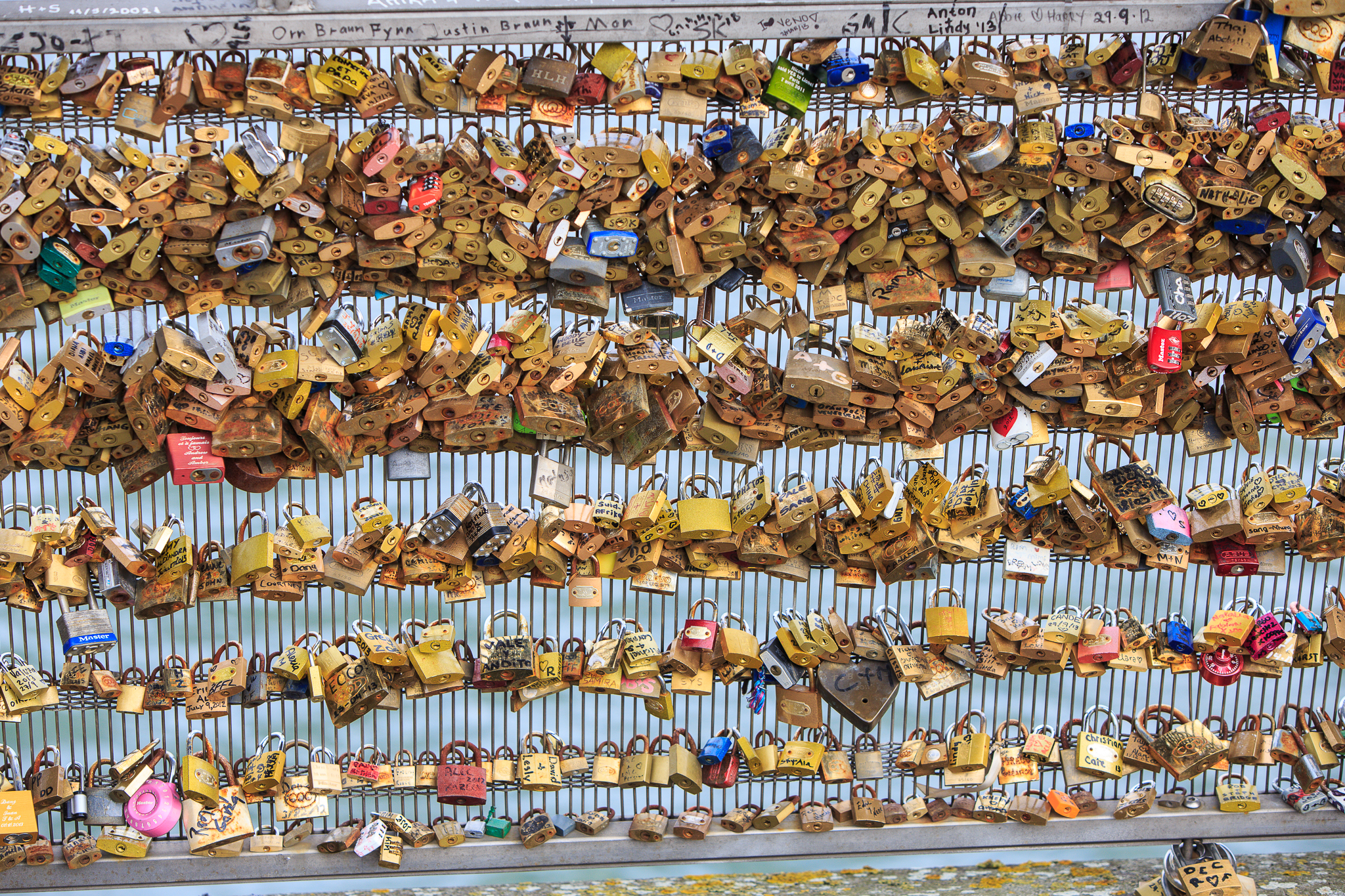
Paris, Passerelle de Solferino
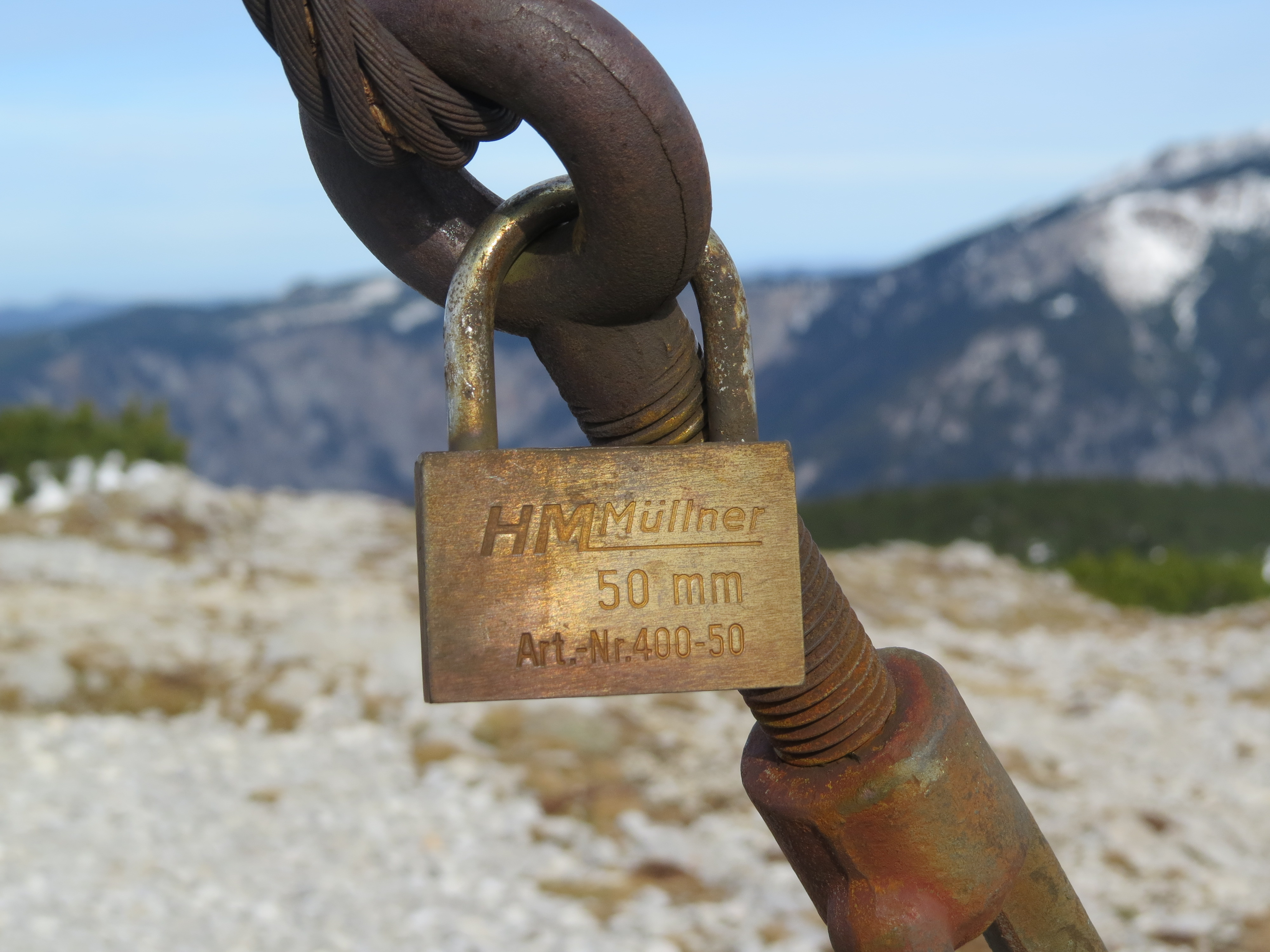
Liebesschloss an einem Seilspanner am Gipfelkreuz beim Jakobskogel auf der Rax in Österreich
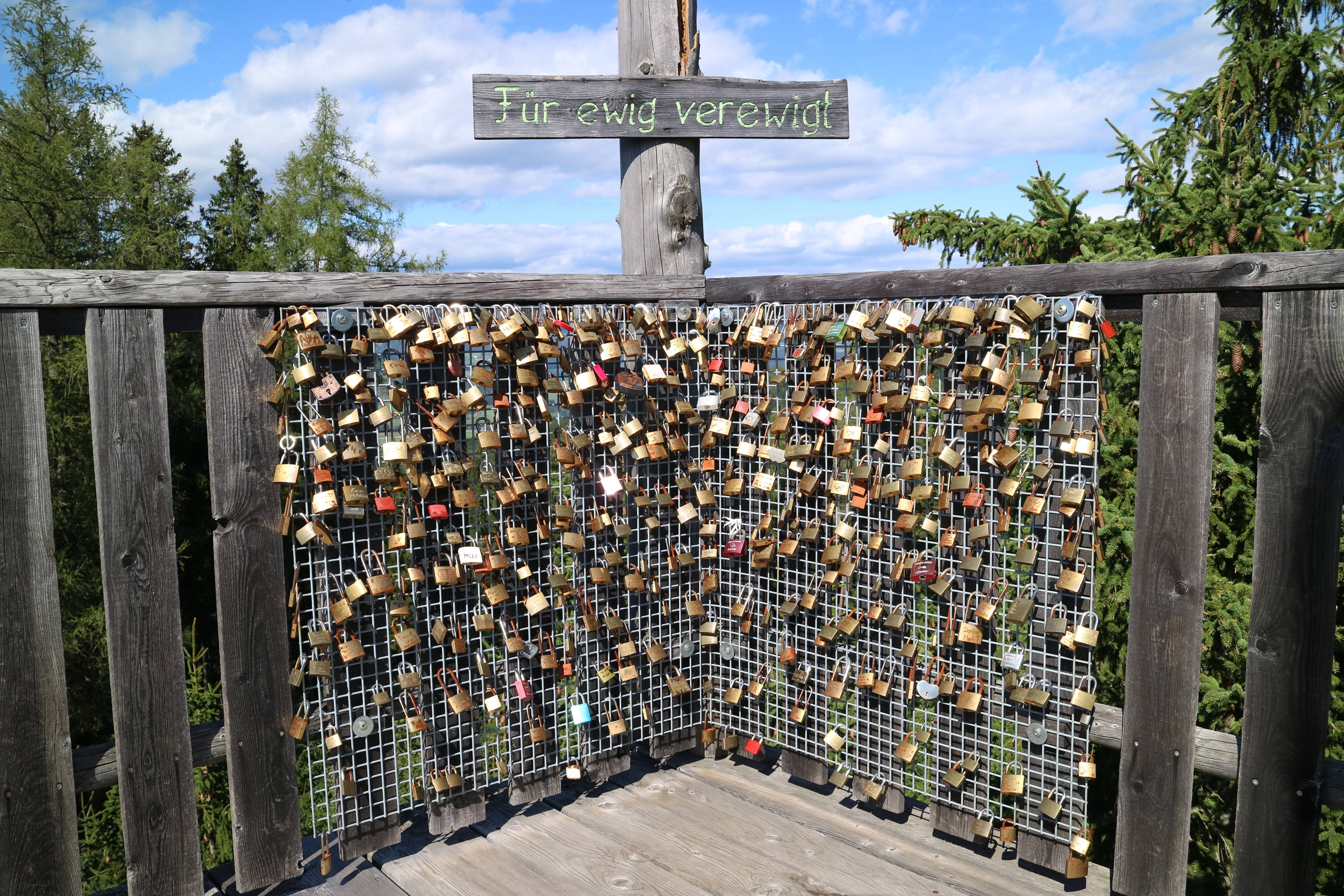
Liebesschlösser am Wipfelwanderweg Rachau
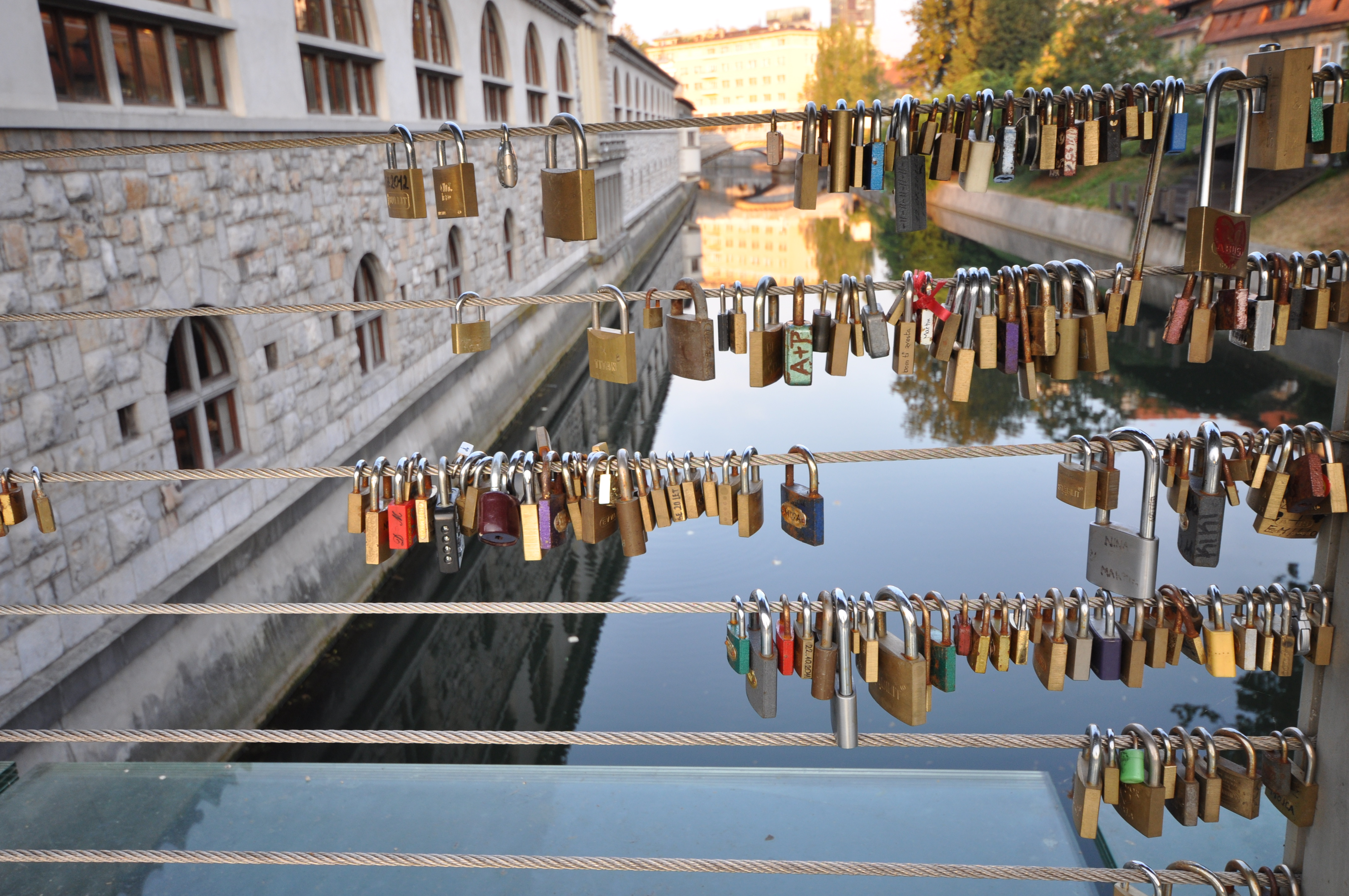
Fleischerbrücke (Ljubljana)

## Kritik und Verbote

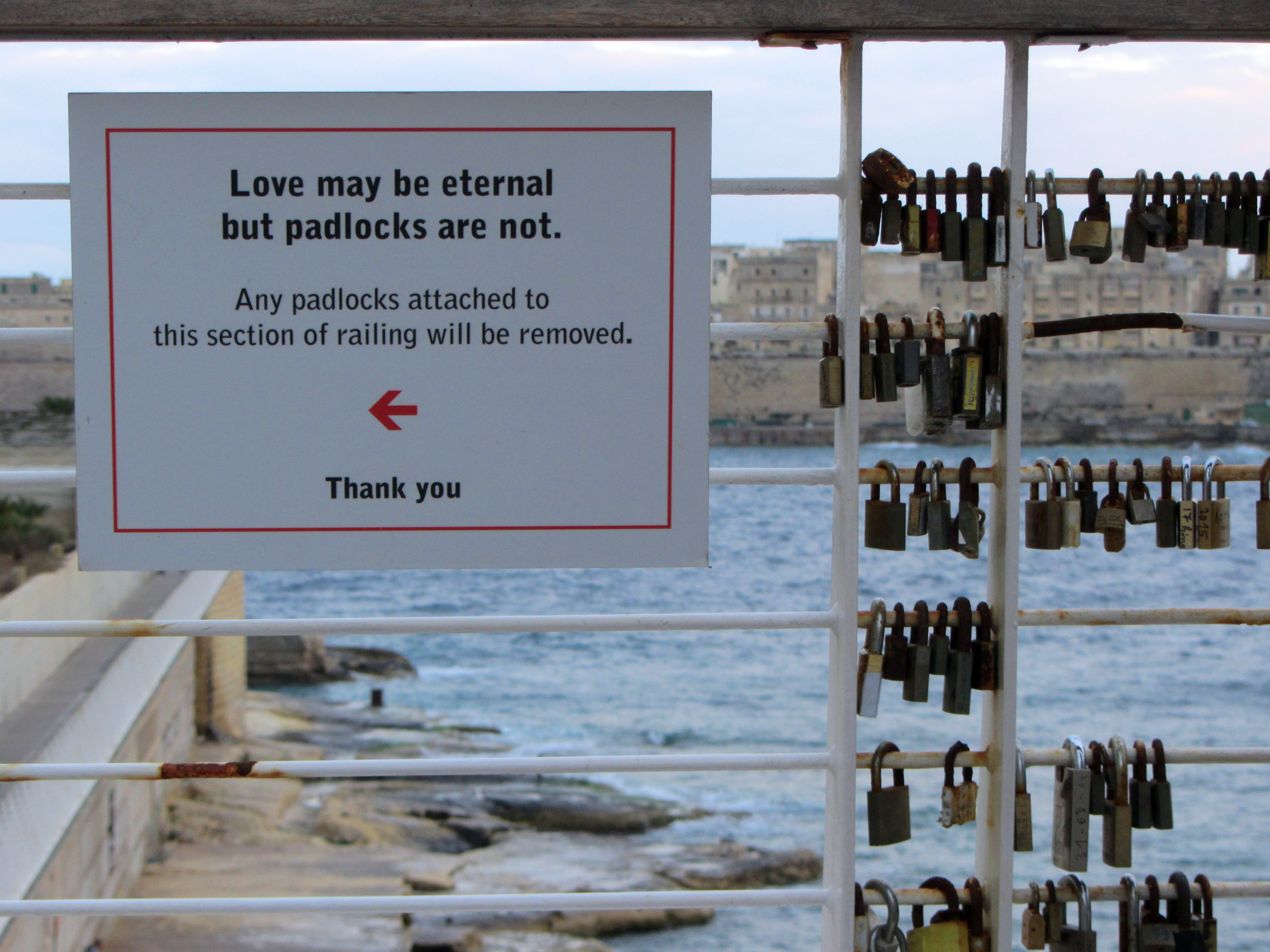
Liebesschlösser und Verbotsschild in Sliema

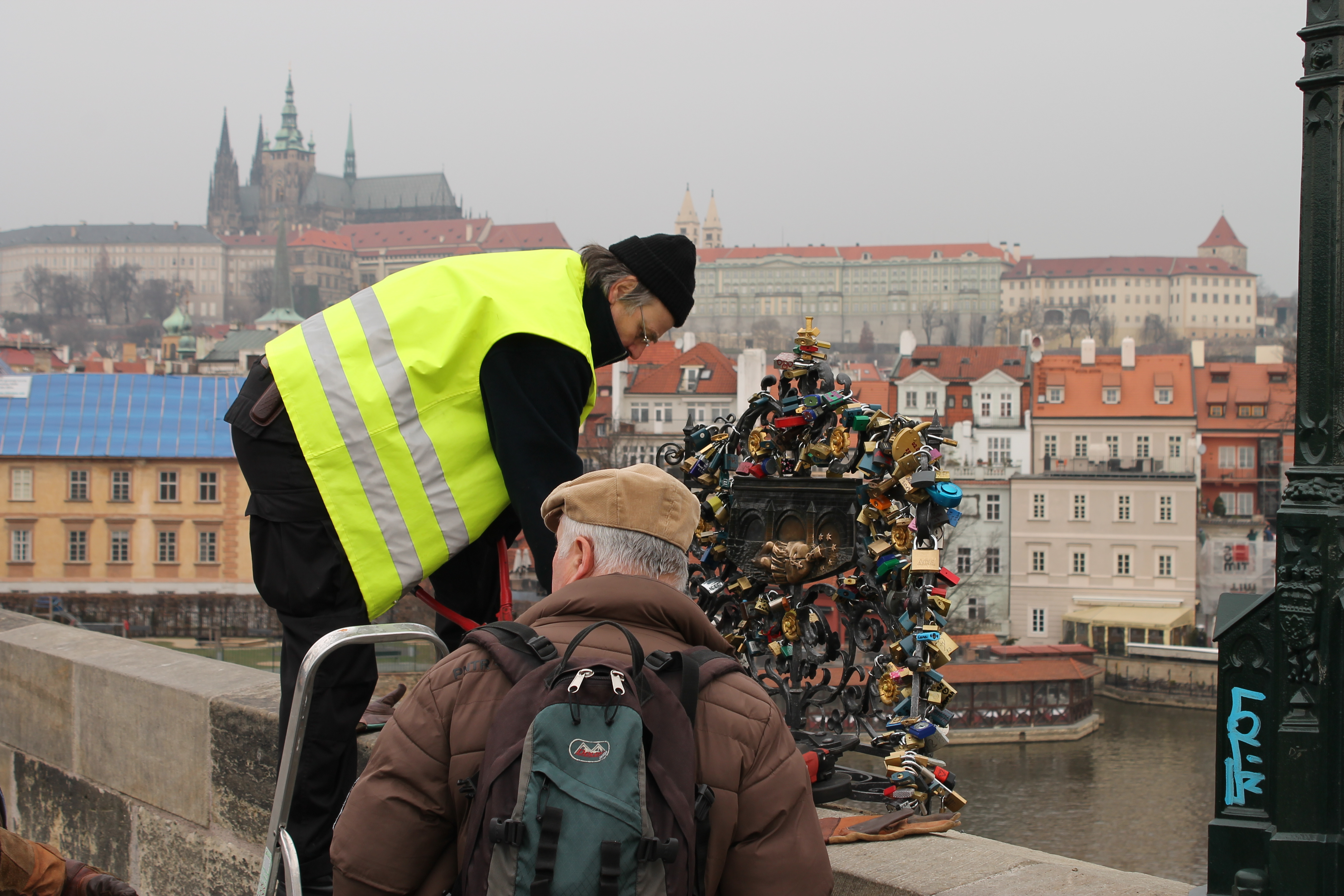
Entfernung der Liebesschlösser an der Karlsbrücke in Prag

Die Auswirkungen dieses Brauches werden lokal kontrovers diskutiert: In Rom verbot Bürgermeister Walter Veltroni den Brauch 2007, nachdem eine Laterne unter der Last der Schlösser umgeknickt war. Die Gemeinde Rom sorgte jedoch kurz darauf durch das Anbringen von Pollern mit dazwischen gespannten Ketten für alternative Plätze der Liebesschlösser. Allerdings wurden diese am 10. September 2012 wieder entfernt und sollen nun möglicherweise in ein Museum verbracht werden.
In vielen Städten gibt es bereits Verbote: In Venedig und Berlin ist ihr Anbringen an Brücken strikt verboten. Insbesondere betrifft dies Venedigs Rialtobrücke. Schlösser wurden entfernt und das Neuanbringen kann bis zu 3.000 Euro Bußgeld kosten. In Berlin ist es eine Ordnungswidrigkeit und es können Verwarnungsgelder bis zu 35 Euro erhoben werden. Betroffen sind besonders denkmalgeschützte Brücken. Zumeist stört der optische Eindruck, aber es kann durch elektrolytische Korrosion des edleren Messings von Schlössern gegenüber dem an Brücken verwendeten unedleren Eisen zu Rostschäden kommen; solche wurden z. B. in Lübeck an der Obertravebrücke festgestellt. Die Wuppertaler Stadtverwaltung sieht bei dem Brauch die Gefahr, dass die Rostschutz-Lackierung unter den Schlössern leiden könnte; zudem werden Beschädigungen bei der Entfernung der Schlösser von den Kommunen als Problem gesehen.
Andererseits bemerken z. B. Behörden in Köln und Lübeck den touristischen Wert: An der Lübecker Obertravebrücke wurden zwei Ketten angebracht, dort ist das Befestigen der Liebesschlösser erlaubt. Ein Verbot an der Kölner Hohenzollernbrücke hatte die Deutsche Bahn (DB) abgelehnt. Im Juli 2018 gab die DB allerdings bekannt, dass die dort hängenden Schlösser in Zusammenhang mit notwendigem Rostschutz vollständig entfernt werden müssen. Am Folgetag wurde dies zurückgenommen. Aufgrund des Diebstahls von rund 50 „Liebesschlössern“ von dieser Brücke verurteilte im August 2012 das Kölner Amtsgericht einen vorbestraften Mann zu drei Monaten Gefängnis ohne Bewährung.
In Salzburg wurden durch die Stadtverwaltung aufgrund einer allgemeinen Vorschrift im Mai 2011 42 Schlösser vom Zaun des Makartstegs geschnitten. Die Entfernung der Schlösser sah die zuständige Baustadträtin Claudia Schmidt (ÖVP), welche die Schlösser im Vorbeigehen selbst immer zählte, aber später als Fehler an. Das Anbringen von Liebesschlössern ist nunmehr bis zu einem gewissen Ausmaß wieder erlaubt. Inzwischen hängen in Salzburg wieder über 1.000 solcher Schlösser.
Schlösser an den NiRo-Stahlseilnetzen der Geländer der Erzherzog-Johann-Brücke in Graz wurden einmal von Amts wegen entfernt, nach einer Diskussion in Zeitungen jedoch wieder geduldet. 2013 tauchte ein etwa 1,70 m hohes Schlossmodell aus Karton am etwa 30 cm tiefen Vorsprung des Stahlträgers etwa in Brückenmitte unter dem oberwasserseitigen Gehsteig auf. Nach einem Sturm wurde es ein zweites Mal für kurze Zeit aufgestellt, wofür eine staubige Klettertour notwendig ist.

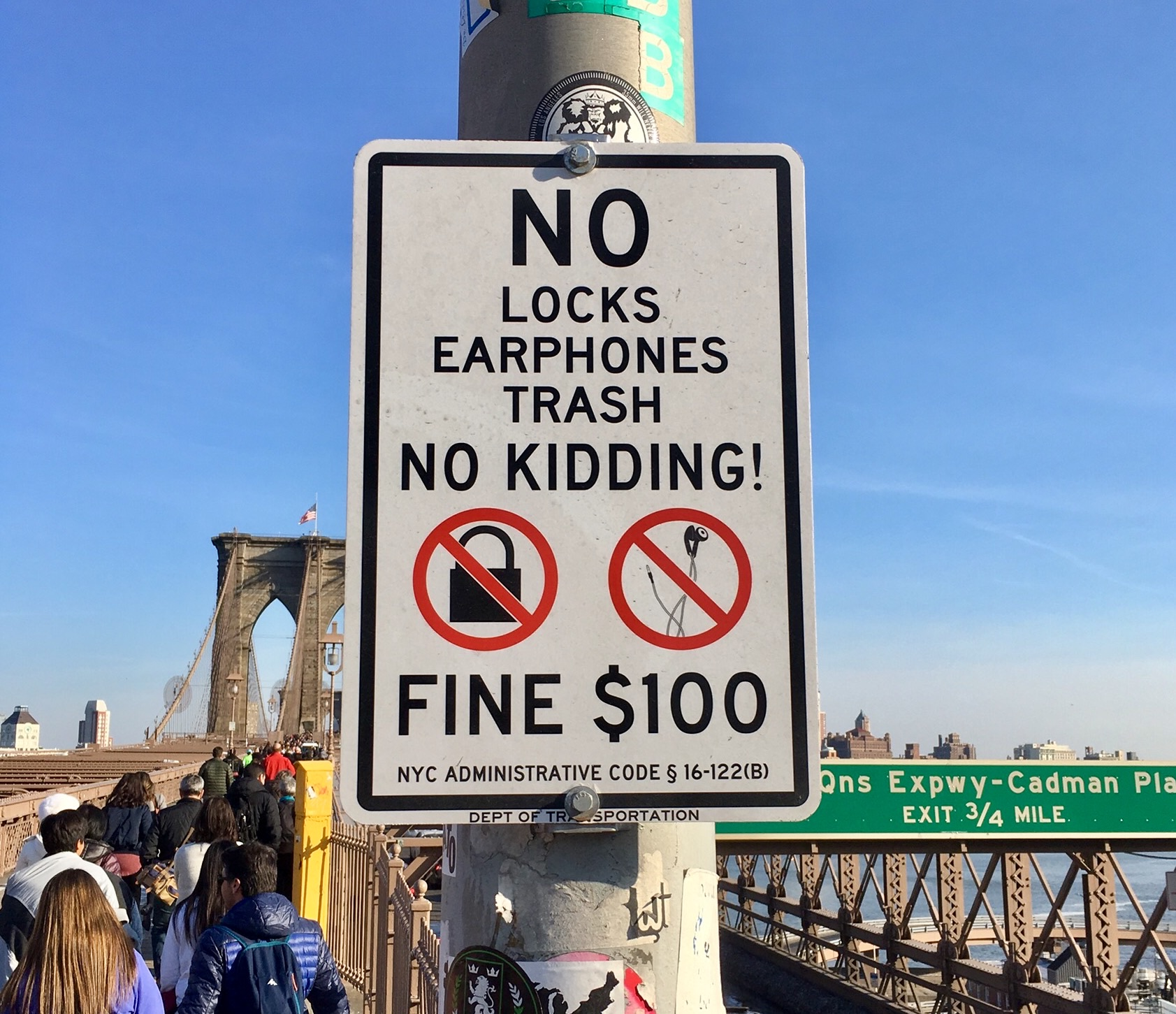
Ein Verbotsschild für Liebesschlösser auf der Brooklyn Bridge, New York

Am 8. Juni 2014 stürzte das Brückengeländer der Pont des Arts in Paris aufgrund des Gewichts von ca. 93 Tonnen der daran befestigten Schlösser auf einer Länge von 2,4 Metern ein. Die Brücke musste gesperrt werden. Am 1. Juni 2015 kündigte die Pariser Stadtverwaltung an, alle Schlösser in Paris entfernen zu wollen und Brückengeländer so zu gestalten, dass das Anbringen neuer Schlösser nicht mehr möglich sein werde.

## In der Popkultur
Die Kölner Band Höhner thematisierte die Liebesschlösser an der Kölner Hohenzollernbrücke in dem Lied Schenk mir dein Herz aus dem Jahr 2009.
Die Berliner Künstlerin Mey Lean Kronemann führte 2012 u. a. in Hackspaces in Bamberg und Linz eine Aktion namens „Lovepicking“ durch, bei der vorhandene Liebesschlösser durch Lockpicking-Technik zerstörungsfrei geöffnet und zu einer Kette neu arrangiert wurden. Die Beteiligten wollten die Idee, dass Liebe oder Beziehungen abgeschlossen oder versperrt sind, in Frage stellen. Die Aktion führte zu Medienberichten und kontroversen Diskussionen.
In der Schlussszene des Films Die Unfassbaren – Now You See Me wird in einer Variante – statt Besiegelung der gemeinsamen Liebe das Besiegeln eines gemeinsamen Schweigens – ein Schloss an der Pont des Arts in Paris angebracht.
Im Film To All the Boys: Always and Forever suchen Lara Jean und ihre Schwestern sowie ihr Vater nach dem Liebesschloss, das ihre Mutter am Seoul Tower befestigt hat.